# Alexei Panshin
Œuvres principales
- Rite de passage

Alexei Panshin, né le 14 août 1940 à Lansing (Michigan) et mort le 21 août 2022, est un écrivain américain et critique de littérature de science-fiction.

## Distinctions
Alexei Panshin obtient le prix Hugo du meilleur écrivain amateur 1967 pour Heinlein in Dimension, une étude sur Robert Heinlein avec lequel il entretiendra toute sa vie des relations orageuses ; le prix Nebula du meilleur roman 1968 avec Rite de passage et le prix Hugo du meilleur essai 1990 pour The World Beyond The Hill (1989), coécrit avec son épouse Cory Panshin (comme SF in Dimension, 1976).

## Œuvres

### SérieLes Aventures d'Anthony Villiers
1. Source étoilée, Librairie des Champs-Élysées, coll. « Le Masque Science-fiction » no 108, 1980 ((en) Star well, 1968)
2. La Révolution Thurb, Librairie des Champs-Élysées, coll. « Le Masque Science-fiction » no 115, 1981 ((en) The Thurb revolution, 1968)
3. (en) Masque World, 1969

### Romans indépendants
- (en) Heinlein in Dimension, 1967
- Rite de passage, OPTA, coll. « Galaxie-bis » no 29, 1973 ((en) Rite of passage, 1968)Prix Nebula du meilleur roman 1968
- Sortilèges de la Terre, OPTA, coll. « Galaxie-bis » no 107, 1984 ((en) Earth magic, 1978)Écrit avec Cory Panshin.
- (en) SF in Dimension, 1979
- (en) The World Beyond The Hill, 1989

### Recueils de nouvelles
- (en) Farewell to Yesterday's Tomorrow, 1975
- (en) Transmutations: A Book of Personal Alchemy, 1982